# میا ایزابلا
میا ایزابلا (زاده ۳۰ ژوئیه ۱۹۸۵) بازیگر پیشین پورنوگرافی تراجنسیتی آمریکایی است.
او یک زن ترنس است.

## اوایل زندگی
ایزابلا در شیکاگو متولد شد اما بیشتر دوره کودکی خود را در تنسی سپری نمود اما در دوره نوجوانی مجدداً به شیکاگو بازگشت. او دارای نژادی فرانسوی، پورتوریکایی و جامائیکایی است. بین سنین ۸ و ۱۸ سالگی ویولون می‌نواخت.

## حرفه
ایزابلا در سال ۲۰۰۵ و در سن ۱۹ سالگی وارد صنعت فیلم‌سازی بزرگسالان شد و اولین صحنه خود را با یاسمین لی و کایلا کاکس در فیلم T-Girls 3 برای فیلم Anabolic Video انجام داد. او وقتی ۲۱ ساله بود از پورن فاصله گرفت و در ۲۳ سالگی بازگشت. در ژانویه ۲۰۱۴، او از پورن بازنشسته شد.

## حضور در رسانه‌های اصلی
در سال ۲۰۱۳، ایزابلا شخصیت بازی معروف به "روسپی شماره ۱" را در بازی ویدیویی Grand Theft Auto V ابراز کرد. او همچنین در بین بازیگران مستهجن بود که پس از آزادی از زندان در Season 7 سریال Sons of Anarchy، که در تاریخ ۹ سپتامبر ۲۰۱۴ پخش شد، در صحنه مهمانی مهمان خانه ظاهر شد.

## زندگی شخصی
ایزابلا وقتی ۲۰ سال داشت ازدواج کرد و این ازدواج چهار سال به طول انجامید. در سن ۲۲ سالگی، او تحت عمل جراحی زنانه صورت که شامل چانه، خط چانه، و کاهش استخوان بینی و اواسط و بالا کشیدن. وی همچنین تحت عمل جراحی دوم تقویت سینه قرار گرفت. در سپتامبر ۲۰۱۰، او جراحی زیبایی بینی انجام داد، تراش چانه، کاشت گونه، صورت دیگر میانی و فوقانی دیگر و سینه راست وی اصلاح شد که در عمل قبلی به درستی انجام نشده بود.

## جوایز و نامزدها
| سال  | مراسم            | دسته‌بندی | کار کن           |
| ---- | ---------------- | --- | ---------------- |
| ۲۰۱۰ | جایزه شهری X     | بهترین سایت قومی تراجنسی | میا-Isabella.com |
| ۲۰۱۱ | جایزه AVN        | بهترین وب سایت جایگزین | میا-Isabella.com |
| ۲۰۱۱ | جایزه AVN        | data-sort-value="" style="background: var(--background-color-interactive, #ececec); color: var(--color-base, #2C2C2C); vertical-align: middle; text-align: center; " class="table-na" \| — |                  |
| ۲۰۱۱ | جایزه شهری X     | data-sort-value="" style="background: var(--background-color-interactive, #ececec); color: var(--color-base, #2C2C2C); vertical-align: middle; text-align: center; " class="table-na" \| — |                  |
| ۲۰۱۱ | جایزه XBIZ       | data-sort-value="" style="background: var(--background-color-interactive, #ececec); color: var(--color-base, #2C2C2C); vertical-align: middle; text-align: center; " class="table-na" \| — |                  |
| ۲۰۱۲ | جایزه AVN        | data-sort-value="" style="background: var(--background-color-interactive, #ececec); color: var(--color-base, #2C2C2C); vertical-align: middle; text-align: center; " class="table-na" \| — |                  |
| ۲۰۱۲ | جایزه AVN        | بهترین وب سایت جایگزین | میا-Isabella.com |
| ۲۰۱۲ | جایزه NightMoves | data-sort-value="" style="background: var(--background-color-interactive, #ececec); color: var(--color-base, #2C2C2C); vertical-align: middle; text-align: center; " class="table-na" \| — |                  |
| ۲۰۱۲ | جایزه XBIZ       | data-sort-value="" style="background: var(--background-color-interactive, #ececec); color: var(--color-base, #2C2C2C); vertical-align: middle; text-align: center; " class="table-na" \| — |                  |
| ۲۰۱۲ | جایزه XBIZ       | سایت تراجنسی سال | میا-Isabella.com |
| ۲۰۱۳ | جایزه XBIZ       | سایت تراجنسی سال | میا-Isabella.com |
| ۲۰۱۴ | جایزه XBIZ       | سایت تراجنسی سال | میا-Isabella.com |